# Matina (canton)
Matina est un canton (deuxième échelon administratif) costaricien de la province de Limón au Costa Rica.

## Géographie

### Districts
- Matina (en)
- Batán (en)
- Carrandí (en)